# Captorrínides

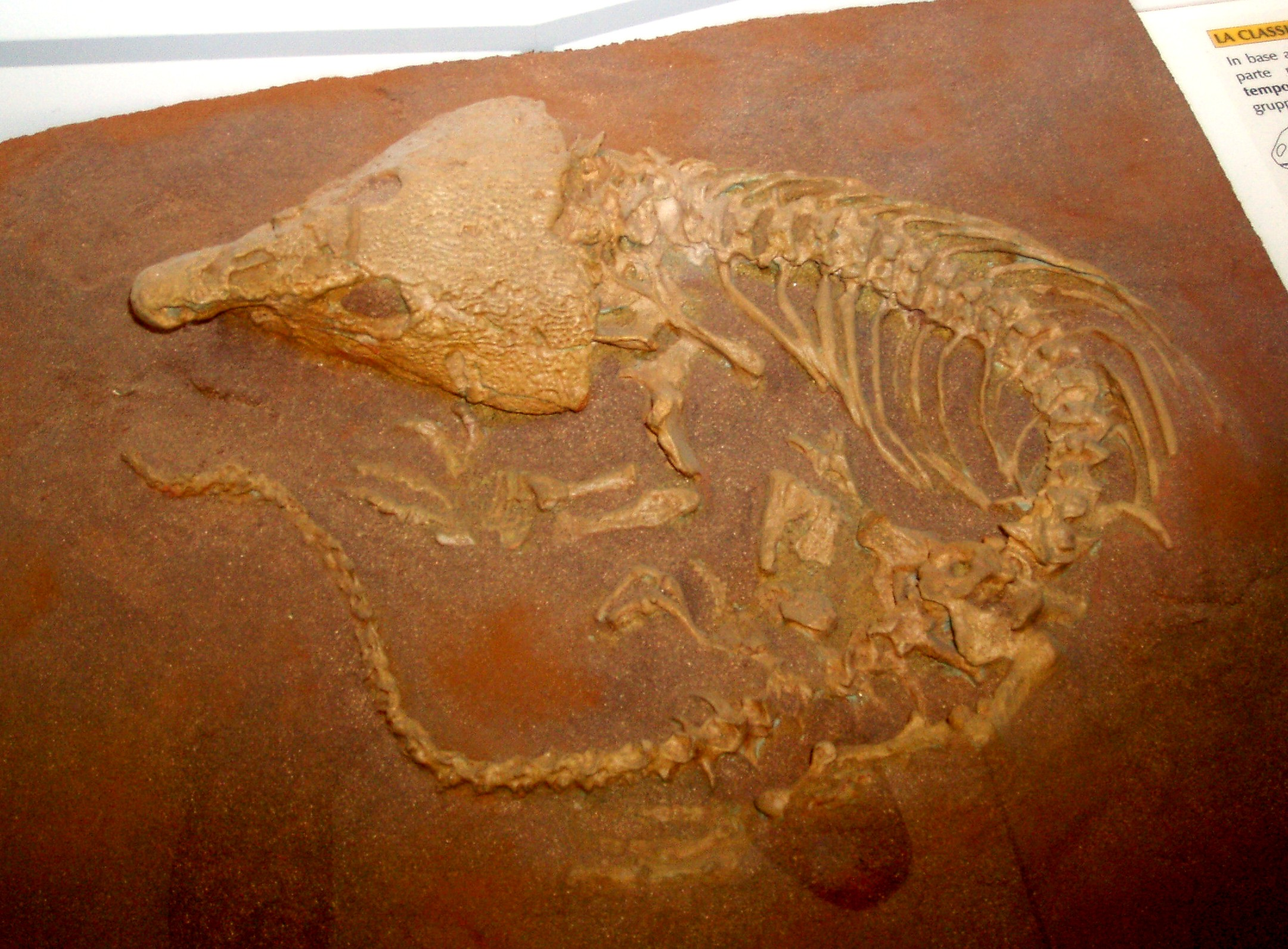
Fòssil de Labidosaurus hamatus

Els captorrínides (Captorhinida) són un ordre parafilètic de sauròpsids anàpsids que agrupa els rèptils més basals. Tots ells comparteixen característiques primitives i s'assemblen als ancestres dels rèptils moderns, algunes d'ells estan més relacionats o pertanyen a la subclasse dels anàpsids, mentre que uns altres estan en la línia evolutiva que condueix als diàpsids. Per aquests motius, els paleontòlegs actuals solament usen el terme «captorrínida» de manera informal.